# 格里尼 (加来海峡省)
格里尼（法語：Grigny，法語發音：[ɡʁiɲi] ⓘ）是法国上法蘭西大區加来海峡省的一个市镇，属于蒙特勒伊区。

## 地理
格里尼（50°23'6"N, 2°4'0"E）面积2.14 平方千米，位于法国上法蘭西大區加来海峡省，该省份为法国北部沿海省份，西北濒北海，南至索姆省，东临北部省。
与格里尼接壤的市镇（或旧市镇、城区）包括：勒帕尔克。

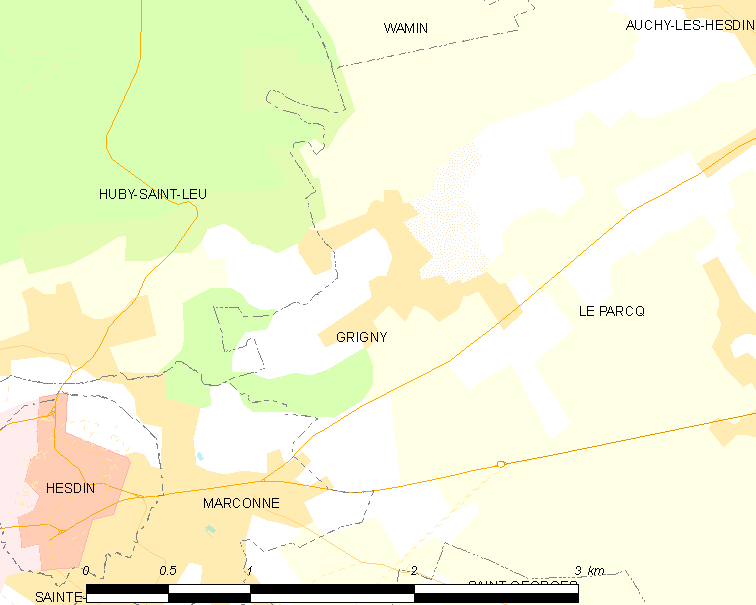
的OSM定位图

格里尼的时区为UTC+01:00、UTC+02:00（夏令时）。

## 行政
格里尼的邮政编码为62140，INSEE市镇编码为62388。

## 政治
格里尼所属的省级选区为欧克西堡县。

## 人口

1962-2008年间人口变化图示

格里尼于2022年1月1日时的人口数量为292人。